# Interim
Interim, även ad interim, latin för "tills vidare".
Interim betecknar något som gäller tillfälligt, under en övergångstid. I en rättegång kan en domstol bestämma att något skall gälla tills själva domen i huvudfrågan faller, och det är då ett interimistiskt beslut. Ett annat exempel är interimspresident, den person som är president i ett land i en politisk övergångsfas, ofta i samband med skapandet av en övergångsregering för ett land vars syfte är att byta statsskick från diktatur till demokrati.
Man brukar också när man håller på att bilda ett företag eller förening ha en interimsstyrelse.
Interimsskuld är också ett begrepp som man ofta stöter på i ett företags redovisning.

## Exempel i citat
Fattigdomen är.. (svenskens) grundtillstånd, förmögenheten blott hans interim - Carl Jonas Love Almqvist.